# Markuška
Markuška (ungarisch Márkuska – bis 1907 Markuska oder auch Markusfalva) ist eine Gemeinde im Osten der Slowakei mit 147 Einwohnern (Stand 31. Dezember 2024), die zum Okres Rožňava, einem Teil des Košický kraj, gehört und in der traditionellen Landschaft Gemer liegt.

## Geographie

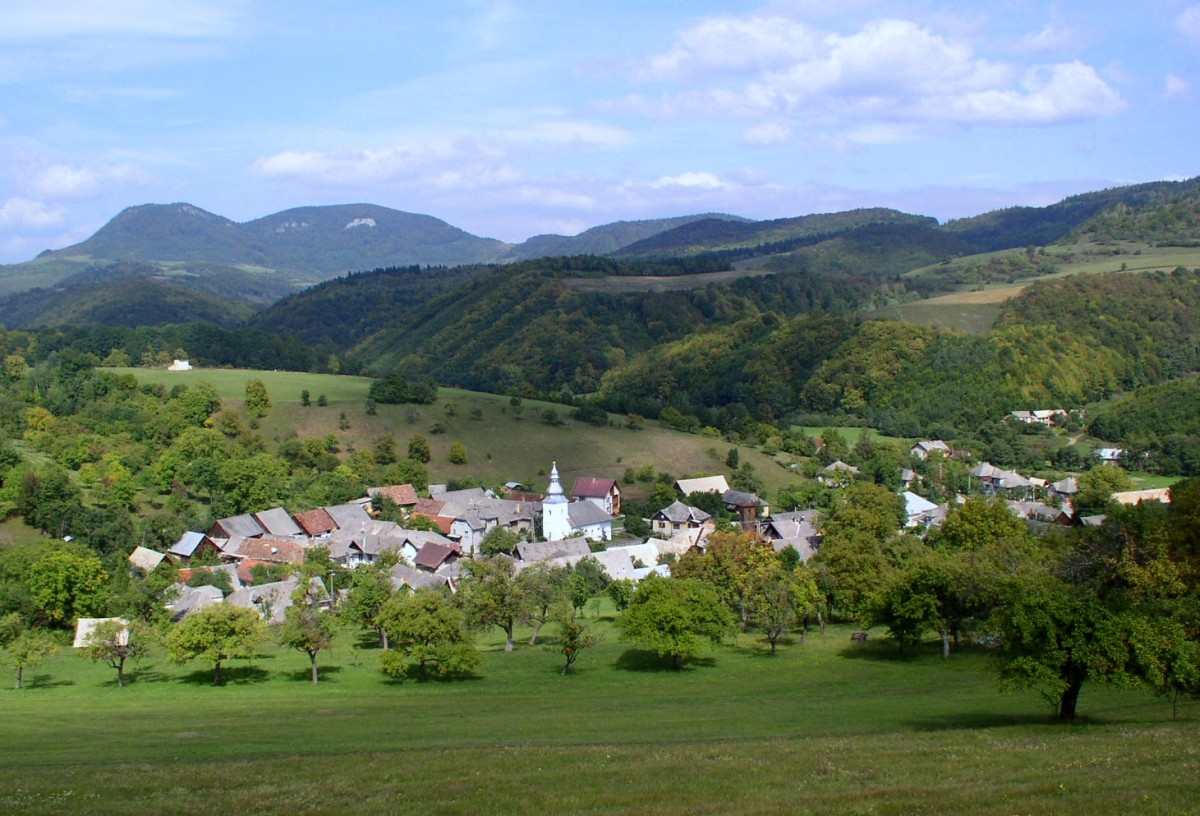
Markuška

Die Gemeinde befindet sich im Bergland Revúcka vrchovina im Slowakischen Erzgebirge, im Tal des Hankovský potok, einem linken Zufluss des Štítnik im Einzugsgebiet der Slaná. Das Ortszentrum liegt auf einer Höhe von 376 m n.m. und ist 22 Kilometer von Rožňava entfernt.
Nachbargemeinden sind Hanková im Norden, Slavoška im Osten, Koceľovce im Süden sowie Slavošovce im Südwesten und Westen.

## Geschichte

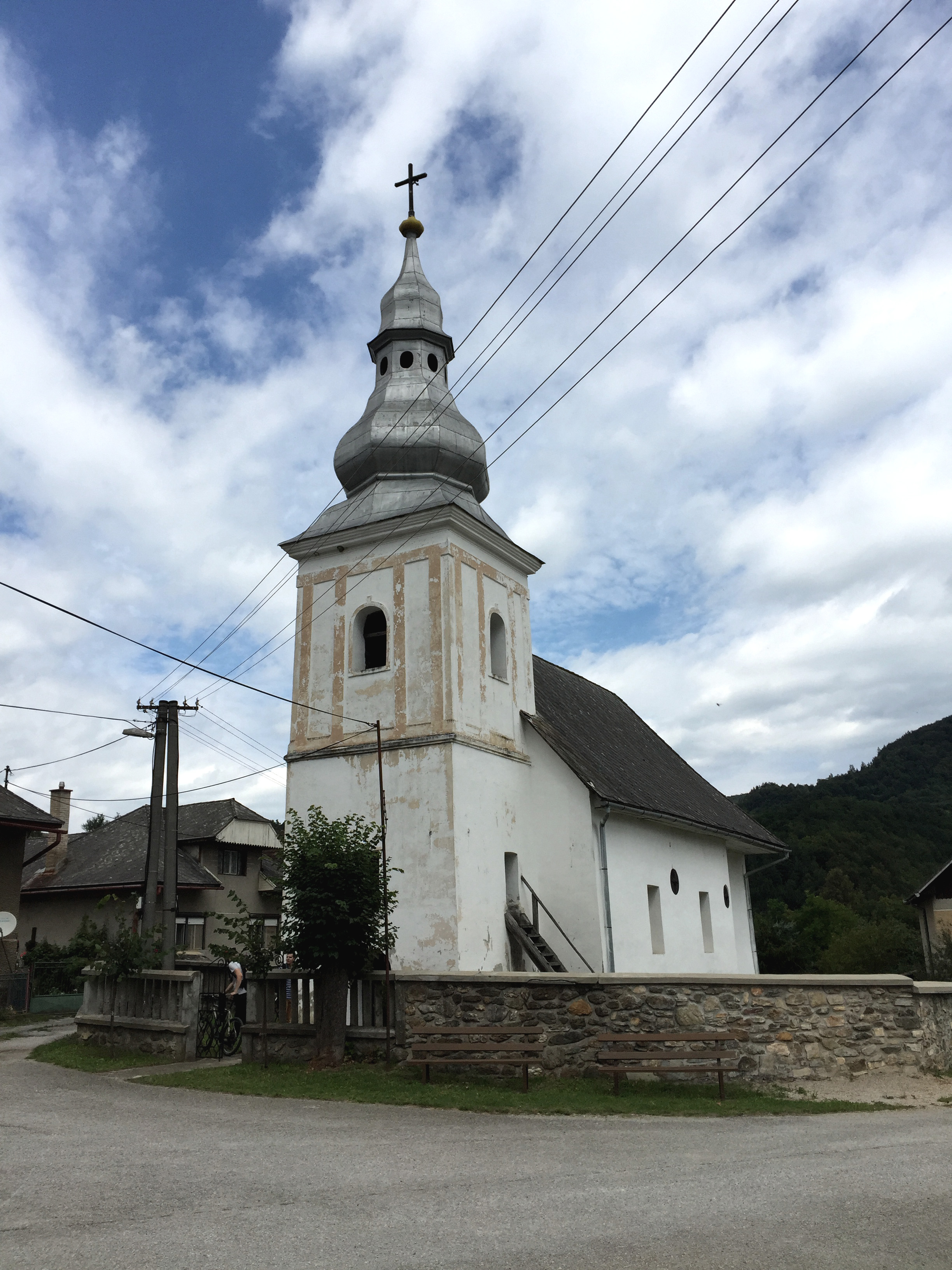
Evangelische Kirche in Markuška

Markuška wurde 1311 nach dem deutschen Recht vom Erbrichter Martin gegründet. Das Dorf war zuerst Besitz des Geschlechts Bebek aus Štítnik sowie der Herrschaft von Eltsch, ab der Mitte des 15. Jahrhunderts lag es im Herrschaftsgebiet der Burg Muráň. Die ursprüngliche Bergbausiedlung erhielt im 16. Jahrhundert einen durch Walachen bewohnten Teil, was sich auch in der Doppelbezeichnung Markuska alias Aranyas aus dem Jahr 1582 widerspiegelt. 1828 zählte man 36 Häuser und 318 Einwohner, die als Fuhrmänner, Hirten und Köhler beschäftigt waren, dazu förderte man um die Mitte des 19. Jahrhunderts Kupfer.
Bis 1918/1919 gehörte der im Komitat Gemer und Kleinhont liegende Ort zum Königreich Ungarn und kam danach zur Tschechoslowakei beziehungsweise heute Slowakei.

## Bevölkerung
| Jahr                | 1994 | 2004    | 2014    | 2024     |
| ------------------- | ---- | ------- | ------- | -------- |
| Anzahl der Personen | 174  | 179     | 167     | 147      |
| Unterschied         |      | +2,87 % | −6,70 % | −11,97 % |

| Jahr                | 2023 | 2024 |
| ------------------- | ---- | ---- |
| Anzahl der Personen | 150  | 147  |
| Unterschied         |      | −2 % |

Nach der Volkszählung 2011 wohnten in Markuška 168 Einwohner, davon 158 Slowaken und zwei Roma. Acht Einwohner machten keine Angabe zur Ethnie.
84 Einwohner bekannten sich zur Evangelischen Kirche A. B.,  acht Einwohner zur griechisch-katholischen Kirche, sieben Einwohner zu den Siebenten-Tags-Adventisten und fünf Einwohner zur römisch-katholischen Kirche. 48 Einwohner waren konfessionslos und bei 16 Einwohnern wurde die Konfession nicht ermittelt.

## Baudenkmäler
- evangelische Kirche im gotischen Stil aus dem 13. Jahrhundert, 1800 im klassizistischen Stil umgebaut

## Verkehr
Durch Markuška führt die Straße 3. Ordnung 3038 zwischen Roštár (Anschluss an die Straße 2. Ordnung 587) und Brdárka.